# Paul Allen
Paul Gardner Allen (Seattle, 21 januari 1953 – aldaar, 15 oktober 2018) was een Amerikaans zakenman, die vooral bekend werd als medeoprichter van Microsoft, samen met Bill Gates. Volgens het tijdschrift Forbes was hij een van de rijkste mensen ter wereld met een geschat vermogen van 20 miljard dollar.

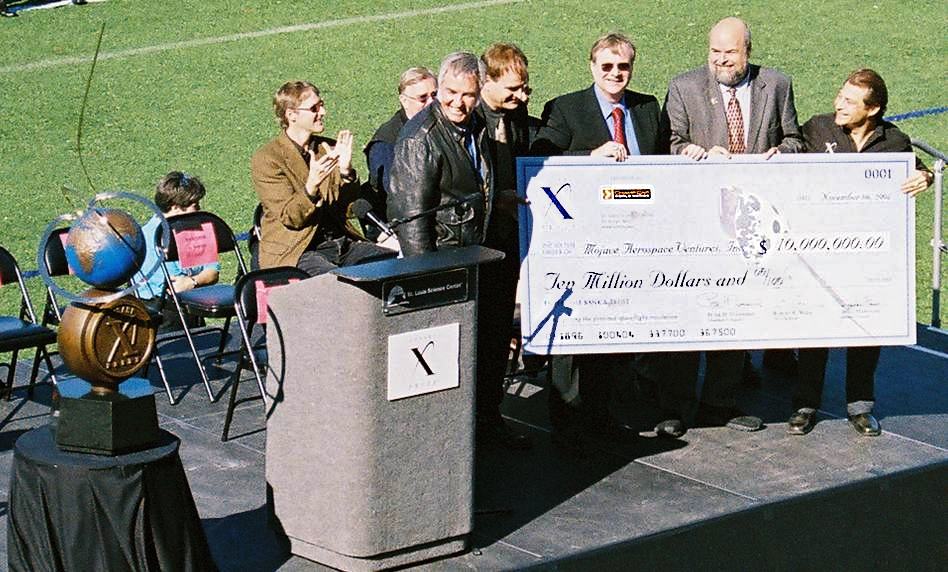
Paul Allen (derde van rechts, met zonnebril) en Burt Rutan ontvangen de Ansari X Prize

Paul Allen werd geboren in Seattle. Op de middelbare school leerde hij Bill Gates kennen. Beiden waren al snel geïnteresseerd in computers. Na de middelbare school ging Paul Allen naar Washington State University. Hij stopte na twee jaar met zijn studie om software voor personal computers te gaan schrijven.
Paul Allen liet met zijn bedrijf Stratolaunch Systems de Scaled Composites Stratolaunch, het grootste vliegtuig ter wereld, bouwen (grootste naar criterium spanwijdte). Het vliegtuig is bedoeld om draagraketten vanuit de lucht te lanceren. Toen hij stierf had het zijn eerste testvlucht nog niet gemaakt.

## Microsoft
Bill Gates en Paul Allen richtten in 1975 Microsoft (oorspronkelijk Micro Soft) op in Albuquerque. Het eerste product was een BASIC-interpreter voor de Altair 8800. Paul Allen zorgde voor een deal waarbij Microsoft voor 50.000 dollar een besturingssysteem kon kopen met de naam 86-DOS. Microsoft slaagde erin MS-DOS als besturingssysteem op de nieuwe pc's van IBM te krijgen in 1981. Dit was het begin van de groei van Microsoft.

## Ziekte
In 1983 werd bij Paul Allen de ziekte van Hodgkin (stadium 1A) geconstateerd, naar aanleiding waarvan hij in datzelfde jaar zijn ontslag moest nemen bij Microsoft. Na enkele maanden bestraald te zijn, genas hij van deze ziekte. In november 2009 werd diffuus grootcellig B-cellymfoom bij hem geconstateerd. Na behandeling bleef deze ziekte lange tijd in remissie. Twee weken voor hij stierf meldde Allen opnieuw behandeld te worden tegen deze ziekte. Hij overleed aan complicaties bij de behandeling (septische shock en nierfalen). Zijn bijnaam, Marc Soft, droeg hij als geuzennaam.

## Trivia
Anno 2004 was Paul Allen eigenaar van het NBA-basketbal-team Portland Trail Blazers en van het Americanfootballteam Seattle Seahawks. Paul Allen was ook een van de financiers van het SETI Institute en financier van de SpaceShipOne. Verder bezat hij enkele radiostations, een televisiezender, twee superjachten en een bioscoop.
In september 2003 richtte Allen het Allen Institute of Brain Science op. Het eerste project van dit instituut, waarin Paul Allen 100 miljoen dollar stak, was het maken van een atlas van het menselijk brein.
Paul Allen werd gespeeld door Josh Hopkins in Pirates of Silicon Valley, een televisiefilm uit 1999 over de begindagen van de microcomputerindustrie.
Paul Allen was medefinancier bij de oprichting van DreamWorks SKG via zijn investeringsmaatschappij Vulcan Capital.